# Tymczasowa Narodowa Rada Polityczna
Tymczasowa Narodowa Rada Polityczna (TNRP) – polityczny organ zwierzchni Narodowych Sił Zbrojnych.

## Geneza i powstanie
Zgoda Zarządu Stronnictwa Narodowego na wcielenie Narodowej Organizacji Wojskowej do Armii Krajowej w wywołała bunt na skrajnie prawym skrzydle Stronnictwa i NOW. Frondujący zwołali 16 stycznia 1943 r. fikcyjny, podziemny zjazd Stronnictwa, który w porozumieniu z ONR uchwalił utworzenie Tymczasowej Narodowej Rady Politycznej jako najwyższej w kraju instancji i podległych jej Narodowych Sił Zbrojnych. W jej skład weszli zarówno przedstawiciele secesjonistów ze Stronnictwa Narodowego, jak też działacze Grupy „Szańca”.

## Skład
TNRP liczyła ok. 40 członków. Na jej czele stało 8-osobowe Prezydium, jako organ wykonawczy, w składzie: 
- sekretarz generalny – Zbigniew Stypułkowski ps. „Zbyszek”, „Czemp”, „Sobota”, „Cze-ski”,
- kierownik organizacyjno-wykonawczy – Otmar Wawrzkowicz ps. „Oleś”, „Kaczkowski”,
- kierownik Wydziału Wojskowego – August Michałowski ps. „Roman”,
- kierownik Wydziału Finansowego – Jerzy Olgierd Iłłakowicz ps. „Michał Zawisza”,
- kierownik Wydziału Propagandowo-Politycznego – Jan Matłachowski ps. „Ostoja”,
- kierownik Wydziału Służby Cywilnej – Tadeusz Salski ps. „Tadeusz” (do VII 1943 r., tj. wyjazdu do Londynu, a następnie Stanisław Kasznica ps. „Stanisław”, „Stanisław Wąsacz”,
- kierownik Konsolidacji Obwodu Narodowego – prof. Karol Stojanowski ps. „Karol”, „Błażej” (do marca 1944 r.), a następnie prof. Seweryn Dziubałtowski ps. „Smardz”
- członek Prezydium – Władysław Marcinkowski ps. „Jaxa”, „Władysław”, „Jaxa Szymkiewicz”.

Stanowisko przewodniczącego TNRP nigdy nie zostało obsadzone w celu zachowania równowagi ilościowej pomiędzy przedstawicielami obu grup politycznych (po 4 członków SN i Grupy „Szańca”).

## Kompetencje
Do kompetencji TNRP należało:
- prowadzenie działalności politycznej,
- reprezentowanie NSZ w kontaktach z ZWZ-AK oraz innymi organizacjami konspiracyjnymi.

TNRP, niezależnie od pionu wojskowego – NSZ, utworzyła również własną cywilną strukturę administracyjną pod nazwą Służba Cywilna Narodu. Stanowiła ona alternatywę wobec Delegatury Rządu na Kraj, choć działalność obu struktur bardzo często pokrywała się.
Od pocz. 1944 r. TNRP przejęła także zwierzchnictwo nad Komendą Akcji Specjalnej.

## Koniec działalności
W kwietniu 1944 r., w związku z rozłamem w NSZ na tle scalenia z AK, członkowie Grupy „Szańca” wystąpili z TNRP i powołali na jej miejsce samodzielną Radę Polityczną NSZ. Na przełomie lipca i sierpnia 1944 r. TNRP ostatecznie zakończyła działalność.